# Epistémé

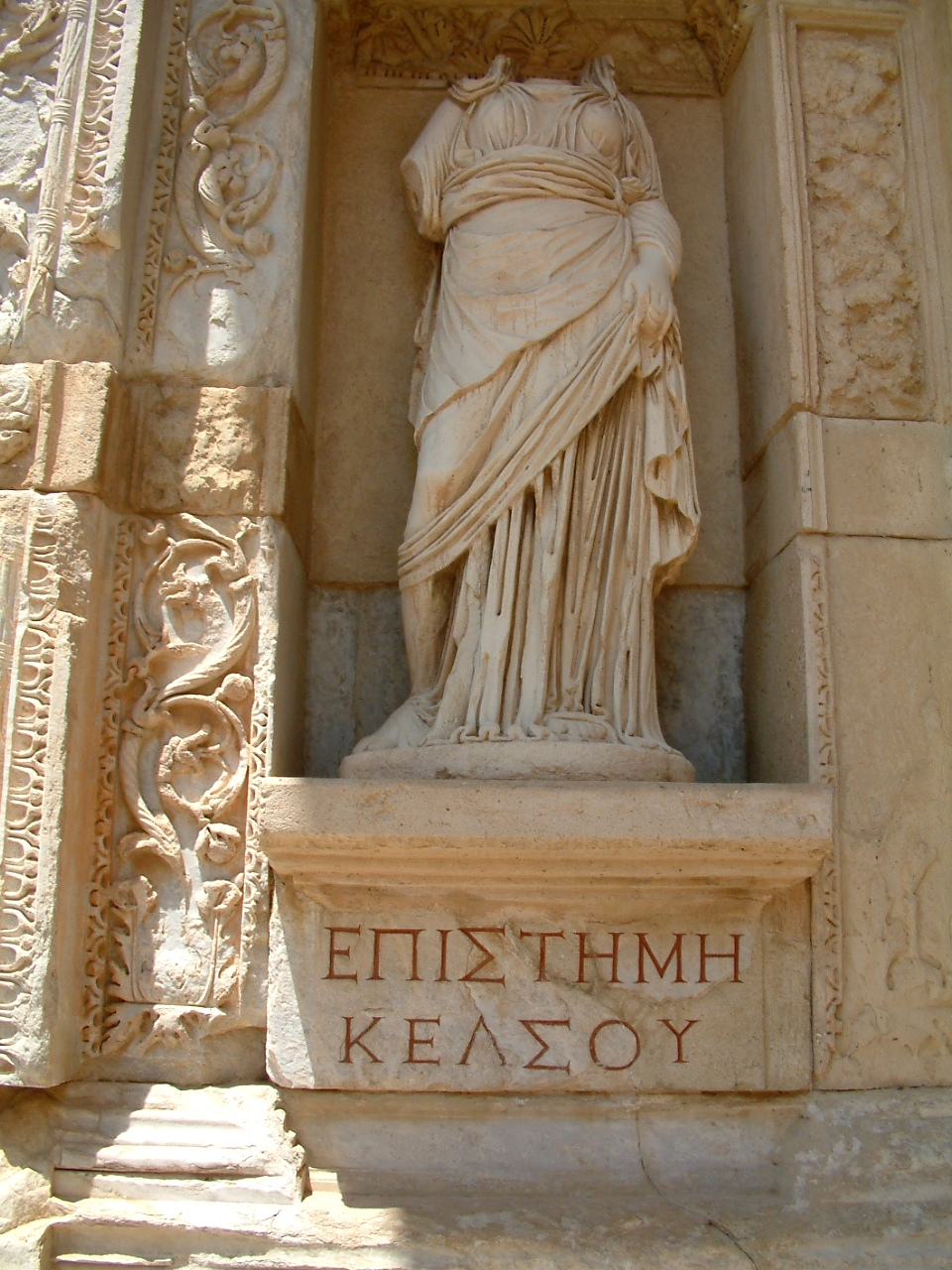
Personifikace Epistémé v Celsově knihovně, Turecko

Epistémé (řec. έπιστήμη) je starořecký výraz označující pravé poznání a vědění.
V klasické řecké filosofii počínaje Parmenidem stojí epistémé v protikladu k pojmu doxa (δόξα mínění). Pro Platóna je epistémé pravé a spolehlivé vědění, jehož předmětem je bytí, které je stálé a nepomíjivé (svět idejí). Prostředkem k pravému vědění je rozum, zatímco smysly jsou prostředkem poznání světa pomíjivého doxa. Svět doxa je svět mínění; týká se skutečných věcí, ale pravdivost těchto věcí je ve světě jiném (epistémé).
Francouzský myslitel Michel Foucault užívá pojmu épistémè k označení typu myšlení a poznávání, myšlenkového diskurzu, který charakterizuje určitou dějinnou epochu (epoché). Epistémé je jakési "myšlenkové nevědomí" dané doby, takže ovšem určuje podobu i hranice jejího myšlení. Epistémé znamená určitý rastrovací princip, který umožňuje řád věcí, s nimiž jsme ve styku. Epistéme jako určitý výkladový kulturní kód tak tvoří apriorní strukturu, která funguje jako lidskému poznání vzdálený regulativní princip. Foucault v knize "Archeologie vědění" rozlišuje tři hlavní epistémé: renesance, osvícenství a romantismus.